# Mathias Schaffhäuser
Mathias Schaffhäuser, auch damals als Math U Matix bekannt, ist ein Sänger, DJ, Labelinhaber, Journalist und Produzent im Bereich der elektronischen Tanzmusik.
1997 gründete Schaffhäuser sein eigenes Label Ware in Köln.

## Leben und Wirken
Erste Aufmerksamkeit erlangte er Anfang der 1990er Jahre als Frontman der Band Sally Davis Junior. Seine ersten eigenen Produktionen erschienen auf dem Label Force Inc. Music Works und John Acquavivas Label Plus 8. Bekannt wurde Schaffhäuser vor allem mit der Techno-Neuversion des Popklassikers Hey Little Girl von Icehouse. Der Track avancierte zum Clubhit und ist auch auf Sven Väths Compilation The Second Season (Cocoon) enthalten.
Schaffhäuser war als DJ bereits in ganz Europa, in Russland und in der Radiosendung Hr3 clubnight vertreten. Daneben hat er Remixe für Good Groove und andere Künstler angefertigt.